# Rio Groapa Pietroasă (Aita)
O Rio Groapa Pietroasă é um rio da Romênia, afluente do Aita, localizado no distrito de Covasna.